# Бруно, Лучано
Луча́но Бру́но (итал. Luciano Bruno; род. 23 мая 1963, Фоджа) — итальянский боксёр, представитель полусредней весовой категории. Выступал за сборную Италии по боксу в первой половине 1980-х годов, бронзовый призёр летних Олимпийских игр в Лос-Анджелесе, обладатель серебряной медали чемпионата Европы, серебряный призёр Средиземноморских игр, трёхкратный чемпион итальянского национального первенства, победитель и призёр многих турниров международного значения. В период 1984—1987 годов боксировал также на профессиональном уровне.

## Биография
Лучано Бруно родился 23 мая 1963 года в коммуне Фоджа региона Апулия, Италия.

### Любительская карьера
Впервые заявил о себе в 1980 году, одержав победу на чемпионате Италии в первой полусредней весовой категории.
В 1981 году защитил звание национального чемпиона и выиграл Открытый чемпионат Франции в Перигё, в частности в финале взял верх над достаточно сильным югославом Мирко Пузовичем.
В 1982 году стал чемпионом Италии в полусреднем весе, выиграл серебряную медаль на чемпионате Европы среди юниоров в ГДР, уступив в финале немцу Торстену Шмитцу, получил серебро на чемпионате Международного совета военного спорта в Алжире, проиграв в решающем поединке местному алжирскому боксёру Камелю Аббуду.
На чемпионате Европы 1983 года в Варне завоевал награду серебряного достоинства, в финале полусредней весовой категории был побеждён советским боксёром Петром Галкиным. Кроме того, добавил в послужной список серебряную медаль, полученную на Средиземноморских играх в Касабланке.
В 1984 году одержал победу на домашнем турнире «Трофео Италия» в Венеции и благодаря череде удачных выступлений удостоился права защищать честь страны на летних Олимпийских играх в Лос-Анджелесе — в категории до 67 кг благополучно прошёл первых троих соперников по турнирной сетке, тогда в четвёртом полуфинальном поединке со счётом 0:5 потерпел поражение от американца Марка Бриланда, будущего чемпиона мира среди профессионалов, и таким образом получил бронзовую олимпийскую медаль.

### Профессиональная карьера
Сразу по окончании Олимпиады Бруно покинул расположение итальянской сборной и в декабре 1984 года успешно дебютировал на профессиональном уровне. В общей сложности в течение трёх лет победил девятерых соперников, не потерпев при этом ни одного поражения, но в 1987 году из-за травмы левой руки вынужден был завершить спортивную карьеру.